# Jacques Alexandre Duchet
Pour les articles homonymes, voir Duchet.
Jacques Alexandre Duchet, né le 13 mars 1819 à Metz et mort le 23 mars 1905 à Montluçon, est un industriel verrier français. Il a été maire de Montluçon (1860-1868).

## Biographie
Jacques Alexandre Duchet appartient à une famille bourgeoise de Saint-Amand-Montrond, puis de Montluçon, où son grand-père, Pierre Duchet, a été procureur du roi en la châtellenie. Son père, Alexandre (1785-1821), polytechnicien, est officier dans l'armée impériale. Sa mère, Joséphine du Peyroux, est la fille de Louis Gilbert du Peyroux, comte du Peyroux, capitaine d'infanterie.
En 1842, il fait construire une verrerie à Montluçon sur la rive gauche du Cher, dans ce qui deviendra le quartier de la Ville-Gozet. La verrerie, qui est établie près du canal du Berry récemment ouvert, fabrique des bouteilles ; elle est le premier établissement industriel construit au bord du canal. L'entreprise occupe jusqu'à 500 ouvriers dans les années 1880 ; en 1903, elle produit 12 millions de bouteilles.
Bonapartiste, il est nommé maire de Montluçon par décret du 14 juillet 1860 et entre en fonction le 12 août suivant ; il conserve cette fonction jusqu'en 1868. À ce titre, il accueille Napoléon III en visite dans la ville le dimanche 7 août 1864.
Il est conseiller général du canton de Montluçon-Ouest de 1864 à 1871.
En 1864, il fait l'acquisition d'une propriété à Meaulne, en bordure de la forêt de Tronçais, au lieu-dit le Vigneau, et y fait construire le château de Bellevue, où il organise de fastueuses réceptions et des chasses à courre.
De son mariage, le 26 avril 1842, avec Annette Favier, il a eu quatre enfants : Lucien (1843-1902), officier d'infanterie puis avocat à Paris; Henriette (1845-1910), qui épouse Ferdinand Cousin de La Tourfondue ; Fernand, né en 1847 et mort en bas âge ; Léonie (1849-1931), peintre miniaturiste, qui a beaucoup œuvré pour la préservation du patrimoine montluçonnais.

## Hommages et distinctions
- Chevalier de la Légion d'honneur (1862).
- Une rue de Montluçon porte son nom, depuis le 18 avril 1964, au nord de la ville, le long du canal du Berry.